# Pierluigi Benedettini
Pierluigi Benedettini (ur. 18 sierpnia 1961 w Muracie) – sanmaryński piłkarz występujący na pozycji bramkarza, reprezentant San Marino w latach 1990–1995.

## Kariera klubowa
Benedettini grał w AC San Marino oraz SS Juvenes.

## Kariera reprezentacyjna
Benedettini zagrał w reprezentacji San Marino w 25 oficjalnych meczach oraz w 4 nieoficjalnych, uznawanych jednak przez FSGC – w tym zarówno w pierwszym oficjalnym, jak i nieoficjalnym. Był pierwszym bramkarzem San Marino w eliminacjach do mistrzostw Europy w 1992, el. mistrzostw świata w 1994 i el. mistrzostw Europy w 1996. W tych eliminacjach grał we wszystkich meczach oprócz jednego, w którym bramki San Marino bronił Stefano Muccioli. W zremisowanym meczu z reprezentacją Turcji Benedettini bronił przez pierwsze 5 minut, po czym został zastąpiony przez Mucciolego.

## Życie prywatne
Ojciec Simone Benedettiniego, stryj Elii Benedettiniego.